# Jean d'Ormesson
Jean d'Ormesson, apodado Jean d'O, cuyo nombre completo era Jean Bruno Wladimir François-de-Paule Le Fèvre d'Ormesson (París, 16 de junio de 1925-Neuilly-sur-Seine, 5 de diciembre de 2017), fue un novelista y cronista francés. Escribió cuarenta libros, dirigió Le Figaro de 1974 a 1977 y fue decano de la Academia Francesa, cargo para el que fue elegido en 1973 hasta su fallecimiento, además de presidir el Consejo Internacional de Filosofía y Ciencias Humanas de la UNESCO (1992-1997).
En abril de 2015 se convirtió en uno de los pocos autores vivos cuyas obras fueron publicadas por la prestigiosa colección La Pléiade de la editorial Gallimard; su nombre se incorporó al panteón literario francés junto a otros como Milan Kundera o Marguerite Yourcenar.

## Biografía
Jean d'Ormesson nació el 16 de junio de 1925 en París, en una familia aristocrática; era conde. Su padre, André Lefèvre, marqués de Ormesson, fue embajador de Francia en Brasil.
D'Ormesson creció en Baviera, Rumania y Brasil. También pasó un tiempo en el castillo de Saint-Fargeau, propiedad de su madre, y en Baviera. Fue criado como católico romano y más tarde se autodenominó católico secular, pero no ateo. Asistió a la escuela preparatoria en el Lycée Henri-IV, y fue admitido en la École normale supérieure, y fue catedrático de Filosofía.

## Trayectoria
D'Ormesson fue autor de más de cuarenta libros, entre novelas y obras de teatro. Sus primeras novelas, L'amour est un plaisir , Un amour pour rien , Les ilusiones de la mer , no tuvieron éxito. Su novela La gloria del Imperio recibió el Gran Premio de novela de la Academia Francesa en 1971. Su siguiente novela, Au plaisir de Dieu , fue llevada al cine para televisión. Su obra se publicó en la Bibliothèque de la Pléiade en 2015, mientras aún vivía.
El 18 de octubre de 1973, d'Ormesson fue elegido miembro de la Academia Francesa, ocupando el escaño número 12, tras la muerte de Jules Romains, en 1973. Propuso e hizo campaña para el ingreso en la Academia de Marguerite Yourcenar, la primera mujer admitida incluida entre los "inmortales" en 1980. Él respondió a su discurso de ingreso en 1981 y recibió igualmente a Michel Mohrt en 1986 y a Simone Veil el 18 de marzo de 2010. A la muerte de Claude Lévi-Strauss el 30 de octubre de 2009, se convirtió en Decano de la Academia, su miembro con más años de servicio.
D'Ormesson fue Gran Cruz de la Legión de Honor, y oficial de la Orden Nacional del Mérito.  En 2010, fue galardonado con el Premio Ovidio, Rumania, en reconocimiento a su obra.
Sus novelas se apartan de los temas convencionales, y algunas de ellas son fundamentalmente autobiográficas. Otra parte de su obra deja ver su filosofía de la vida. Su novela más divulgada en español es Historia del judío errante (1991), inspirada en el mito cristiano medieval del Judío Errante, publicada por Editorial Planeta en su colección Grandes Narradores.
La colección La Pléiade (Gallimard) publicó Oeuvres (en francés) en abril de 2015. Este volumen reúne cuatro de sus principales trabajos: Au revoir et merci, La gloire de l'Empire, Au plaisir de Dieu y Histoire du juif errant.

## Vida personal y muerte
D'Ormesson se casó con Françoise Béghin en 1962. Tuvieron una hija, Héloïse, editora.
El 5 de diciembre de 2017, Jean d'Ormesson falleció en Neuilly-sur-Seine, a la edad de 92 años.  El 8 de diciembre de 2017 se rindió un homenaje nacional en Los Inválidos, donde el presidente francés Emmanuel Macron pronunció un discurso; también estuvieron presentes los expresidentes Nicolas Sarkozy y François Hollande.

## Obra
(en francés / traducción al español)
- L'amour est un plaisir (1956)
- Du côté de chez Jean (1959)
- Un amour pour rien (1960)
- Au revoir et merci (1966)
- Les illusions de la mer (1968)
- La gloire de l'empire (1971) / La gloria del imperio (1976)
- Au plaisir de Dieu (1974) / Por capricho de Dios (1975)
- Le vagabond qui passe sous une ombrelle trouée (1978)
- Dieu, sa vie, son œuvre (1981)
- Mon dernier rêve sera pour vous (1982)
- Jean qui grogne et Jean qui rit (1984)
- Le vent du soir (1985) / El viento de la tarde (1995)
- Tous les hommes en sont fous (1985) /Todos andan locos por ella (1988)
- Le bonheur à San Miniato (1987) / La felicidad de San Miniato (1988)
- Album Chateaubriand (1988)
- Garçon de quoi écrire (con François Sureau, 1989)
- Histoire du juif errant (1991) / Historia del judío errante (1992)
- Tant que vous penserez à moi (entrevista con Emmanuel Berl, 1992)
- La Douane de mer (1994)
- Presque rien sur presque tout (1995)
- Casimir mène la grande vie (1997)
- Une autre histoire de la littérature française (tomo I, 1997 y tomo II, 1998)
- Le Rapport Gabriel (1999)
- Voyez comme on danse (2001)
- C'était bien (2003)
- Et toi, mon cœur, pourquoi bats-tu ? (2003)
- Une fête en larmes (2005)
- La création du monde (2006)
- Odeur du temps (2007)
- Qu'ai-je donc fait (2008)